# The Castle (Newcastle)
The Castle, Newcastle, eller Newcastle Castle er en middelalderborg i Newcastle upon Tyne, England, der blev bygget på stedet for en tidligere fæstning, de rhar givet byen Newcastle sit navn. Den største bevarede del af borgen består af keepet og Black Gate, der var portbygningnen.
Stedets forsvarsmæssige brug går tilbage til romerriget, hvor der stod et fort og en bebyggelse kaldet Pons Aelius (der betyder "Hadrians bro"), som vogtede en bro over floden Tyne. Robert Curthose, der var Vilhelm Erobrerens ældste søn, opførte en motte-and-bailey-fæstning i træ på stedet i 1080. Curthose byggede denne 'New Castle upon Tyne' efter han vendte tilbage fra militærkampagner mod Malcolm 3. af Skotland. Henrik 2. opførte borgens keep i sten mellem 1172 og 1177, hvor Curthose' tidligere borg stod. Henrik 3. tilføjede Black Gate mellem 1247 og 1250. Både keep og Black gate blev opført før Newcastle bymur, der blev påbegyndt i 1265, og ikke inkluderede borgen.
Keepet er en listed building af første grad og Scheduled Ancient Monument.